# Disophrys albopilosella
Disophrys albopilosella är en stekelart som beskrevs av Cameron 1908. Disophrys albopilosella ingår i släktet Disophrys och familjen bracksteklar. Inga underarter finns listade i Catalogue of Life.